# 老友记
是一部由大衛·克雷恩与瑪塔·考夫曼共同製作的美國情景喜剧。该剧于1994年9月22日在NBC播出，于2004年5月6日结束，共播出十季，剧情主要围绕着一众好友在纽约曼哈顿的生活展开。此剧由布萊特考夫曼克雷恩製片公司（Bright/Kauffman/Crane Productions）联合华纳兄弟电视公司制作。《老友记》最初的三位执行制片人分别为凱文·S·布萊特、瑪塔·考夫曼以及大衛·克雷恩，而在之后的季度中亦陆续加入多位执行制片人。该剧在超过一百个国家播放，而且后续的重播依然有着良好的收视。据估计在美国有5110万人观看了该剧的大结局。

## 主要演員表
《老友记》中共有六位常规主角贯穿全剧，且亦会有其他非常规配角在一季甚至是全十季中反复出现。
- 詹妮弗·安妮斯顿饰演瑞秋·格林

時尚狂熱愛好者，莫妮卡青少年時期的好朋友。在第一季中，瑞秋意識到自己並不愛巴瑞並私自逃婚之後開始了與莫妮卡在一起的室友生活。而至此之後瑞秋與羅斯在全十季中則經歷了一段分分合合的戀情。不過，瑞秋在整部劇中亦有與其他男子約會，例如：意大利鄰居保羅（第一季）、在時裝公司上班時的客戶約書亞（第四季）、她的助理泰格（第七季）以及喬伊（第十季）。瑞秋的第一份工作是在中央公园咖啡馆当女服务生，而后来她凭借着对时尚的灵敏度在布鲁明戴尔百货店擔任采购助理一职（第三季），并在后来担任拉夫·劳伦的采购员（第五季）。在第八季最终集中，瑞秋生下了罗斯的女儿艾玛。整部剧集的最终集（即第十季的最后一集）中罗斯和瑞秋终于承认了彼此之间的爱意，瑞秋最后放弃了巴黎的工作并陪伴在了罗斯的身边。
- 柯特妮·考克斯饰演莫妮卡·盖勒

六人中的大家长，职业为西餐大厨，以其完美主义、爱使唤别人并且好胜心强的个性而为人熟知。莫妮卡在青少年時期極其肥胖，而這一點總是會被其他五人用來開玩笑，尤其是她的哥哥羅斯。她在整部劇中曾被許多餐館聘為大廚。莫妮卡在劇中第一段真正長久的感情經歷是發生在與其父親好友理查之間的。兩人保持了一段時間的戀愛關系之後，由於理查說不想再要孩子使得莫妮卡非常驚愕，也因此使其痛下決心與理查分手。後來莫妮卡在第四季結尾去倫敦參加哥哥婚禮時，與錢德勒上床之後，開始與錢德勒保持戀愛關系。之後兩人在第七季結尾結婚並在全劇末收養了一對龍鳳胎。
- 丽莎·库卓饰演菲比·布菲

一位个性古怪的按摩师，亦自学吉他创作歌曲，最有名的原创作品是《臭臭猫》。菲比幼年时与母亲在纽约住宅區同住，而後來其母自殺，菲比只能在街上流浪。她深諳城市生存之道，並且在全劇中寫就並演唱了不少離奇怪異的歌曲，而這些歌曲大多都輔以菲比的吉他伴奏。她還有一位雙胞胎姐姐厄蘇拉，與菲比同樣個性古怪。但是與菲比不同的是，厄蘇拉個性較為冷漠並且對他人漠不關心；而菲比則有些孩子氣，也比較天真。有時她也會舉起自己之前所遭遇不幸的例子（例如母親自殺）來安慰他人。菲比在劇中有三段較為認真的戀情，這幾任男友分別是：科學家大衛（第一季）、警察嘉瑞（第五季）以及邁克（第九季~第十季）。大衛每次回歸劇中時菲比都會與他重修舊好，但最終在第九季中她拒絕了他。在最后一季中，菲比与迈克结婚。
- 马特·勒布朗饰演乔伊·崔比雅尼

一位在娱乐圈里摸爬滚打的演员，热爱美食，在《我们的日子》中以德雷克·莫瑞医生一角成名。乔伊头脑简单，但是桃花运不断，整部剧中他有许多女朋友，但与他的关系大多都维持不久。抛开较为风流的一面不谈，乔伊也是六人中较为善良的一个，亦非常关心朋友。在本剧中乔伊经常会用口头禅“How you doin'?”来赢得女人欢心，而这句口头禅在西方世界也演变成了一句流行用语。乔伊与钱德勒在剧中的前几季都是居住在一起的，而在钱德勒搬入莫妮卡的公寓同居后，室友则变成了瑞秋。在第八季，乔伊爱上了瑞秋。而瑞秋則頗為抱歉的表示她對喬伊並沒有相同的感覺。最終他們在第十季還是約會了，但之後他們都認為由於本身的友誼關系，兩人戀愛是行不通的（亦因為瑞秋與羅斯極其覆雜的關系）。後來他們還是恢覆了朋友關系。
- 马修·派瑞饰演钱德勒·宾

一位大型跨国公司数据分析与重置部门的行政主管。他在第九季辞去了工作，转行投身广告界，成为了文案撰写师。錢德勒的家史相對奇怪：1978年感恩節當晚，雙親宣告離婚，因爲父親是同性戀。職業方面，錢德勒的母親是極具名氣的色情小說家，離婚後的父親獨居拉斯維加斯，並開了間同性戀戲院主演变装秀。在劇中，錢德勒因其諷刺化的幽默以及戀愛中時常倒黴而為廣大觀眾熟知[1]。而最後他與莫妮卡結婚，並在劇集最後收養了一對龍鳳胎。在與莫妮卡的戀情開始之前，錢德勒在第一季曾與珍妮絲約會，但後來也甩了她許多次。在首次加入劇組時，馬修·派瑞曾說過自己與錢德勒的性格很相似，例如他常用玩笑話來打破尷尬的沈默情景，以及自己在关于恋爱方面的困难等。
- 大卫·史威默扮演罗斯·盖勒

莫妮卡的大哥，在史前历史博物馆工作，职务是古生物学家；后来则在纽约大学任职，成为古生物学教授。尽管罗斯经常会脑筋不灵光，而且也不善于社交，但是却是位富有很强幽默感的可爱男人。在整部剧集中，罗斯与瑞秋经历了一段分分合合的恋情。而其除了与瑞秋离过婚以外还经历过两段失败的婚姻，分别是：女同性恋者卡罗（之后诞下罗斯的儿子本）以及英国人艾米丽。这三段失败的婚姻经历潜在上都是由于其偏执狂以及妒忌心较强导致，而且“三次离婚”在剧集中也变成了一个笑点。他与瑞秋的孩子艾玛在第八季结尾出生，而在最终集中他们也对彼此坦诚还爱着对方。

## 概述

### 角色
罗斯（古生物學學者）和莫妮卡（廚師）是生活在曼哈頓的猶太兄妹。身為學者的羅斯生活認真，有時甚至古板，首次出場時已離異。莫妮卡對一切事物都要求分類的整齊乾淨，雖然爭強好勝，但因年輕時肥胖，總有潛在的自卑感，努力不去得罪別人。她租有一間寬敞的公寓（公寓門牌號20號。事實上，莫妮卡瞞著樓管偷偷盜住外祖母年輕時承租的房產。而外祖母長期因病住院，於第一季第八集離世），與住在對門19號公寓的钱德勒、喬伊爲鄰。錢德勒是羅斯的大學室友和最好的朋友，在某公司做主管，喜歡用講笑話來進行自我防衛，掩飾自己的自卑。喬伊是義大利裔的三流演員，傻乎乎，心地善良，愛食物、愛女人，試鏡屢屢碰壁。除了這四人之外還有行事古怪的菲比，她幼時境遇淒慘，混街頭長大，如今是按摩師。她和莫妮卡曾是室友，但實在無法忍受莫妮卡強迫症般的潔癖性格，終於搬出去住（詳見第三季第六集）。
五個人閒暇時間經常聚在莫妮卡的大公寓和樓下的中央公園咖啡館（Central Perk）内。第一集開始，觀衆就知道羅斯的太太是女同性戀，兩人剛剛離婚。此時莫妮卡高中時好友、千金大小姐瑞秋逃婚到咖啡店，碰巧和她再次相逢，也遇到了高中時暗戀她的羅斯。由於無處可去，瑞秋在大家的幫助下住進莫妮卡的家，開始了之前從未體驗過的獨立生活。

### 主線
- 隨著10年劇情的發展，六個人六個劇情線緊密交織著進行。最為觀衆關注的劇情（也是被美國娛樂界揶揄最頻繁、最類似肥皂劇的拖泥帶水劇情）就是羅斯和瑞秋的分分離離。兩人的戀情拖了十年之久，在其中又一次分手後，羅斯第二次結婚娶了一個英國女子艾米麗，卻在婚禮上將她的名字說成了瑞秋，使該次婚姻當場破裂。他的第三次婚姻是在賭城拉斯維加斯，和當時沒有戀情的瑞秋酩酊大醉之下成婚，但兩人清醒後，第三次離婚。後來瑞秋由于处在工作琐事以及帮助莫妮卡筹备婚礼等的高压影响下，勾引羅斯共度一夜，結果導致瑞秋懷孕。中途經過喬伊暗戀瑞秋等波折，在大結局中羅斯和瑞秋最終又走到了一起。
- 錢德和莫妮卡的情節也是主要的綫索。錢德父親是變裝皇后，母親是情色小說作家；他和花花公子喬伊相比，對女性有很強排斥力，動不動被別人誤認為是同性戀。不光是男人，就連許多初次見面的女人也如是認爲。甚至莫妮卡和瑞秋，也一度以爲錢德是同性戀。另外，他和一位名叫珍妮斯的女子的戀情分分合合，而每次分手、復合，再分手、再復合，也都是錢德提出，如此反覆數次。珍妮斯的怪笑和用鼻音怪聲大喊的“Oh～my～God！”是《六人行》的經典笑料之一。而莫妮卡則和父親的老友約會過，和億萬富翁約會過，都是分手告吹。中期，錢德和莫妮卡走在了一起，戀情十分穩定，從約會、訂婚、結婚一直到領養孩子（無法生育）。劇中提到過，莫妮卡就像媽媽一樣照顧大家，始終吸引著這六個人聚在一起。錢德和她兩個人的劇情是支持著《老友記》不散場的主線。
- 英俊、傻乎乎的喬伊雖然對女性很有一手，但演藝事業非常失敗。經過各種挫折，打過各種業餘小工之後，終於贏得一部肥皂劇中的戲份。但因為口無遮攔惹怒編劇，被編劇把角色寫死。他雖然腦袋不靈光，但心地很善良，朋友有難時，會積極相助。10年中他的女伴無數，一句“How you doin'?”成為《六人行》的招牌臺詞。不過幾乎從未動過真情，唯一一次是暗戀瑞秋，但兩人最終因為珍惜友誼而放棄了這段感情，而且他愛食物甚至勝過愛女人。最後只有他沒找到感情歸宿。NBC在《老友記》結束後專為這個角色提供了一部續作《喬伊》，但人氣比起成功的《老友記》要低很多。2004年9月开始播岀，2005年5月播完第一季，2006年3月播完第二季后因为收视率与期望相差甚远而被停播。

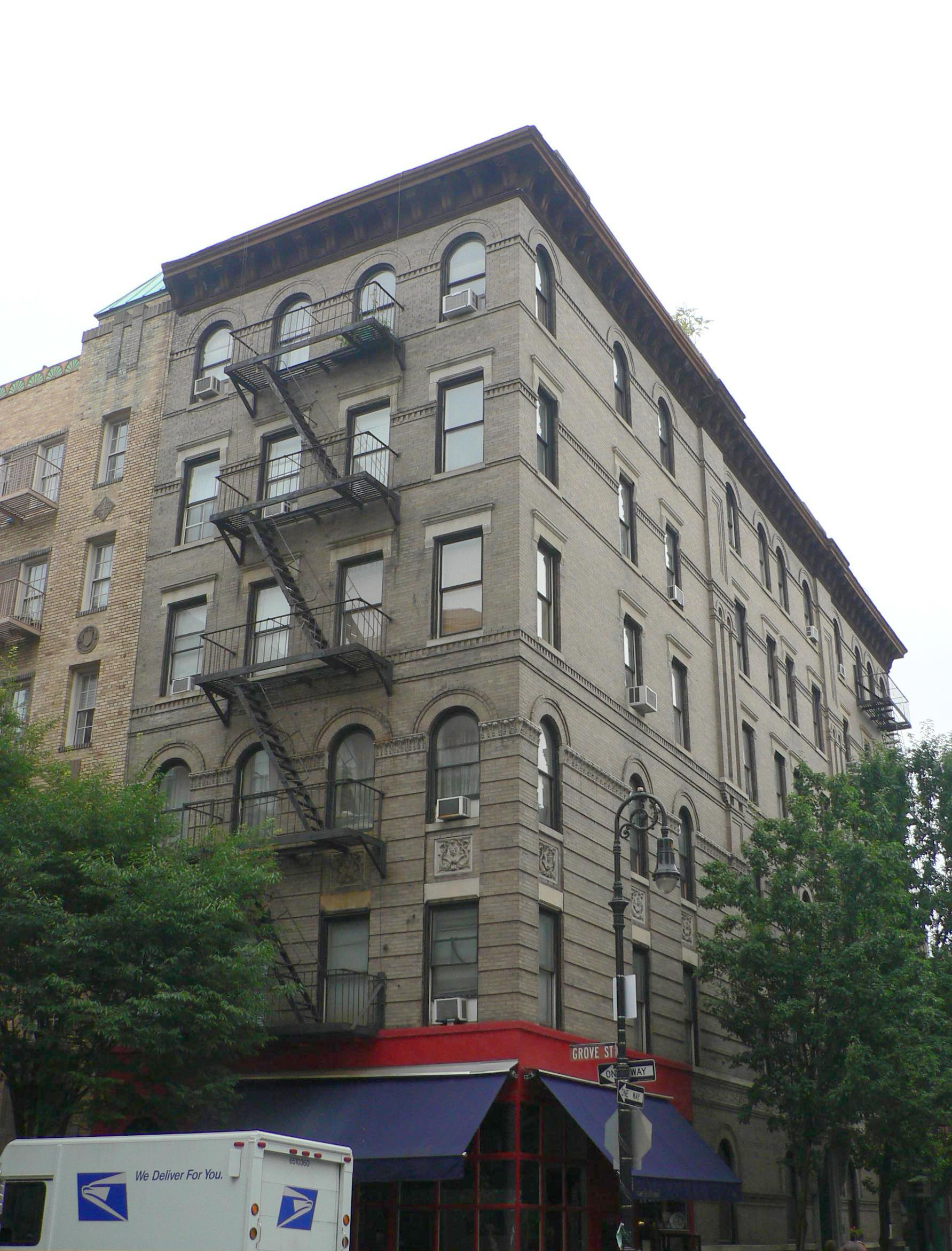
剧中顯示莫妮卡的所住楼栋

- 在六個角色中，菲比古靈精怪的語言和行動深受觀衆喜愛。她年幼時母親（後來發現不是親生）自殺，姐妹倆和繼父住在一起，隨後繼父入獄。小小年紀便無家可歸，捅警察、得肝炎，去東歐，沒上過什麼學卻會多國語言，生活經歷異於常人。但她的人生態度非常樂觀健康，性格爽朗。在按摩工作之餘，還在咖啡店彈吉他獻唱，歌詞稀奇古怪又參雜情緒化。因喬伊的一次失誤偶然結識一位名叫麥克（Mike）的男子，第10季終成眷屬。

## 剧情

### 第一季
瑞秋、莫妮卡、菲比、錢德、喬伊和羅斯登場。大家在安慰才剛因为妻子卡蘿是女同性戀而離婚的羅斯，羅斯沮喪的說“我只想再結婚一次”，恰巧此時莫妮卡的高中同學瑞秋穿着婚纱從未婚夫貝瑞的婚禮現場逃跑，闖進中央公園咖啡館，並在之後的劇情中搬来和莫妮卡一起住。此時菲比跟自己的外婆一起居住，羅斯因為離婚而搬到了一个單獨的公寓居住，錢德和喬伊一同住在一个公寓裡。
由於瑞秋在婚禮上逃跑，她的父親很生氣，並對瑞秋逃婚的事無法理解，進而在電話中和瑞秋爭辯。在瑞秋說完“也許我不需要你的錢”之後，果斷掛了電話。瑞秋雖然說不再花父親的錢，但之後仍用父親的信用卡購物。其他五人得知後，鼓勵瑞秋剪掉卡片，徹底脫離對父親的依賴，達到經濟獨立。也因此瑞秋成為中央公園咖啡館的一名服務生，學著告別從前富裕的生活、獨立養活自己。
此时羅斯的前妻已经怀有羅斯的孩子，并决定和她的同性恋女友蘇珊共同抚养，后来她将这个男孩生下来，取名为班。虽然刚刚经历了一场失败的婚姻，但是在第一集的结尾时，羅斯表達出了对昔日暗恋对象瑞秋的好感，表示之后会跟她约会。在大停电一集中羅斯终于鼓起勇气想向瑞秋表明心意，但被一只猫搅局，导致瑞秋跟意大利男人保罗接吻，并开始了一段恋情。不过最终以保罗花心勾引菲比而分手。
在本季结束时，恰逢瑞秋过生日。但是由于工作原因羅斯不得不去中国出差。出差前羅斯委托钱德和喬伊把自己准备的生日礼物给瑞秋，而钱德和喬伊则劝告羅斯放下瑞秋开始新生活。在瑞秋拆礼物时，发现羅斯的礼物竟然是两人逛街时看到橱窗里展示的一个胸针。瑞秋很感动，因为自己当时无意间说过自己的奶奶也有一个类似的胸针，而羅斯记在心里并把它买下来作为生日礼物送给了自己。此时錢德勒接过话说：大学时羅斯因为爱上卡蘿而花大钱為她买了一个水晶鸭子。就此瑞秋发现羅斯喜欢自己，并跑去机场找羅斯。但羅斯带着耳机学习中文，并没有听见瑞秋的呼喊。同时瑞秋让检票的工作人员带一段话给已经进入登机通道的羅斯，但工作人员却将这段话错传给了其他人。

### 第二季
羅斯此时并不知道瑞秋已经对他有了感觉，他已经和在中国重逢的老同学、同是古生物学家的茱莉开始了一段恋情。瑞秋对此很不开心，于是尝试破坏这一对恋人，一次当羅斯准备进一步推进和茱莉的关系时，瑞秋告诉羅斯当一个男人不渴望性爱时女人会觉得他更性感，导致羅斯险些错过了关键的一夜。
很快瑞秋也与另一个男人约会了。但当两人约会时，瑞秋酩酊大醉，一直跟约会对象围绕着羅斯展开话题。约会对象说瑞秋显然没有跨过羅斯这道坎，于是瑞秋在羅斯的电话留言机上说“我已经忘掉你了！”。第二天早上羅斯来到莫妮卡和瑞秋家播放了那一段留言，尴尬的瑞秋只好被迫承认她喜欢羅斯。之后羅斯来到中央公園咖啡館，生气地告诉瑞秋这件事根本不应该告诉他，因为他好不容易忘记瑞秋，开始过开心的日子了；一翻爭執後，羅斯丟下哭泣的瑞秋奪門離去，沒多久又折回來，瑞秋發現後幫他開門，心裡愛慕對方卻始終未能修成正果的兩人在咖啡廳裡拥吻。之后羅斯在瑞秋和茱莉两人中无所适从，于是錢德建议用一张单子列出两人的优缺点之后决定。但羅斯知道自己真正爱的还是瑞秋，于是很快与茱莉分手。不幸的是瑞秋发现了那张列有自己优缺点的单子，异常生气的她拒绝了羅斯。
后来，朋友们一起观看了一卷瑞秋和莫妮卡准备学校舞会的录影带。录像带中瑞秋的舞伴无法按时到场，羅斯的父母就说服羅斯去做瑞秋的舞伴，但当羅斯兴奋地准备好时，瑞秋和到达的舞伴已经离开了。瑞秋看到这里被羅斯感动了，决定和羅斯重新开始。

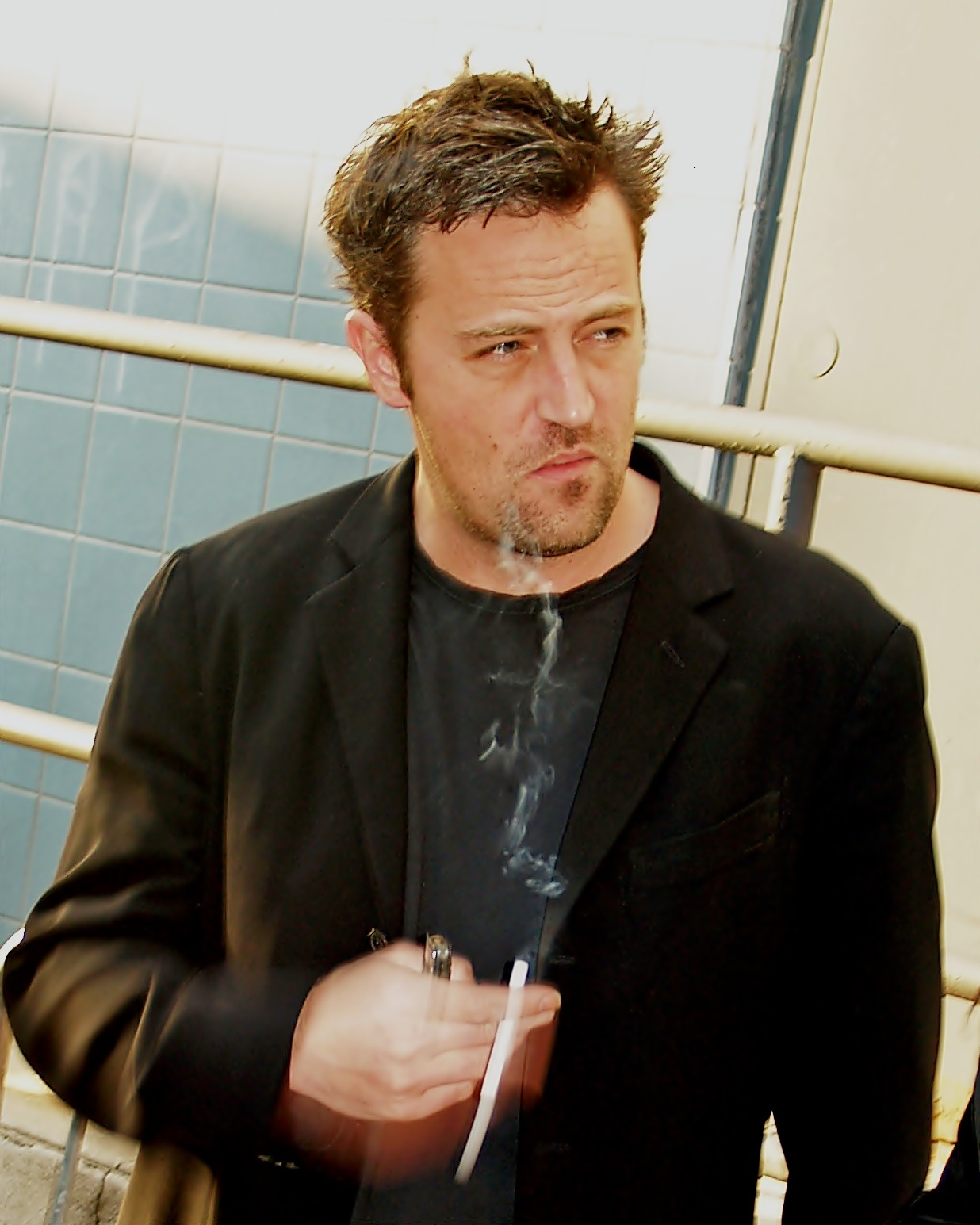
钱德·宾扮演者马修·派瑞

喬伊在肥皂剧《我们的生活》扮演德雷克·莫瑞医生大获成功。一次两人一起参加喬伊與片场演员组织的派对，该演员告诉喬伊自己即将搬到新的公寓，喬伊可以考虑搬進來时，錢德心裡不希望喬伊搬走，两人卻因為言不由衷而发生争执，导致喬伊决定搬走。喬伊原以为自己会喜歡一个人的生活，但很快发现自己并不喜歡，想要搬回去跟錢德一起住；結果阴差阳错，錢德误以为喬伊很享受一个人生活，开始寻找新室友，於是新室友艾迪搬了进去。后来他们发现艾迪患有精神失常，加上喬伊接受杂志采访时的言行冒犯了肥皂剧的作家，作家便把喬伊的角色寫死，喬伊頓失经济来源，最終又搬回錢德的公寓。之前錢德由于艾迪的疯狂行为备受折磨，艾迪甚至忘记錢德让他离开的事情，因此錢德和喬伊决定把艾迪的东西全扔到门外并更换门锁，假装他们不认识艾迪，艾迪也以为走错家门而离开。
菲比此时找到了她同父异母的弟弟小法蘭克。
在这一段时间，莫妮卡与父亲的老朋友李察交往，后来由於李察告诉莫妮卡自己不想要孩子后，求子心切的莫妮卡忍痛与其分手。

### 第三季
瑞秋辭掉咖啡館的工作，开始尝试進軍时尚界。后来她遇到了馬克，馬克在布魯明黛幫她找了一份工作，但羅斯始终确信馬克对瑞秋心懷不軌，变得异常敏感和愛嫉妒。这种紧张关系在他们的周年纪念日达到顶点，瑞秋工作太忙無法和羅斯共进晚餐，羅斯就带食物到瑞秋办公室，卻弄得一团糟直到瑞秋命令他回家。两人回家后開始争吵，導致两人“赌气分手”（並未真的宣告結束關係）。
当晚，羅斯和瑞秋都试图解决他们之间的分歧。羅斯、喬伊 、錢德在外面喝酒时，羅斯打电话给瑞秋，碰巧馬克来到家里探望瑞秋，羅斯憤而挂断电话；氣憤與绝望交加的羅斯與名叫克蘿伊的女子共度一夜，当第二天他和瑞秋试图重归于好时，瑞秋却發現羅斯的一夜情，經過一段激烈争吵與羅斯徒勞無功的苦苦哀求，兩人最终分手了。

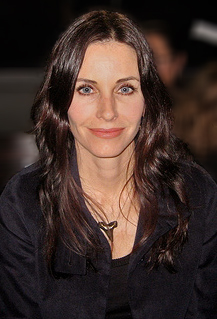
莫妮卡·盖勒扮演者柯特妮·考克斯

在本季结尾，看到羅斯开始和邦妮约会，瑞秋感到非常伤心。最后一集，大家来到海滩度假，菲比遇到了一个同名的女人，于是菲比向她打听自己的家事。在海滩小屋裡，邦妮出人意料地出现，令瑞秋很不开心，出於嫉妒的她便劝说邦妮像以前一样剃光头。当羅斯和瑞秋为此争吵时，他们发现彼此仍然爱着对方。本季最后，羅斯来到走廊，面对着邦妮和瑞秋两个卧室的门犹豫不決。

### 第四季
羅斯決定與瑞秋復合，便和邦妮分手。瑞秋寫了一封雙面、帶有文法錯誤且長達18頁的信表達心裡感受，信中提出要羅斯承擔過去的一切責任，但羅斯無法接受，兩人很快又分手了。
與此同時，菲比不斷詢問老菲比，才知道老菲比其實是菲比的生母。回到紐約後，菲比同意成為弟弟小法蘭克和弟媳愛麗斯的代理孕母，很快地接受人工受孕並懷了三胞胎。
錢德和喬伊、莫妮卡和瑞秋這兩對在一次誰比較了解誰的爭吵中決定進行一次比賽，規定如果錢德勒和喬伊輸就必須放棄自己養的雞和鴨，莫妮卡和瑞秋輸則要放棄她們的公寓。最後錢德和喬伊贏了，於是他們和瑞秋、莫妮卡交換公寓。住了一段時間后，瑞秋和莫妮卡决定拿NBA中纽约尼克斯的该赛季套票换回自己的公寓，但随后的比赛錢德和喬伊又赢了。当錢德和喬伊从体育馆回来时，发现莫妮卡他们已经迅速搬回自己的公寓，錢德和喬伊觉得很不公平，当莫妮卡和瑞秋同意在两个男生面前接吻才解决了问题。
瑞秋在當採購員時對客人約書亞一見鍾情，從小就不斷接受異性追求的她不知如何主動約男生出去，只好一直釋放暗號，直到某天約書亞終於開口邀請瑞秋去參加他投資的餐廳開幕，瑞秋開心地一口答應，卻忘記已經答應上司要帶他從倫敦來紐約旅遊兩週的姪女艾米麗看歌舞劇；瑞秋太期待在工作場合以外的地方表現自己風趣幽默的一面給約書亞看，於是拜託其他五人幫忙帶艾米麗出去，最終這個責任落到當晚唯一有空的羅斯身上。
和艾米麗度過有趣的週末後，羅斯决定和她交往；当艾米麗要回英国时，依依不捨的兩人决定结婚，最后一集，菲比由于怀孕，瑞秋由于旧情问题，两人留在纽约。其他人都赶赴伦敦参加羅斯的婚礼。在婚宴上，因爲賓客的誤會，莫妮卡很伤感，錢德于是安慰她，后来两人竟睡在一起。当瑞秋意识到自己仍爱着羅斯时决定飞到伦敦告诉羅斯，但当到达时看到羅斯和艾米麗幸福的樣子，决定自己不该攪亂這場婚礼。婚禮過程中，羅斯在進行婚礼宣誓的时候，将艾米麗的名字说成了瑞秋。

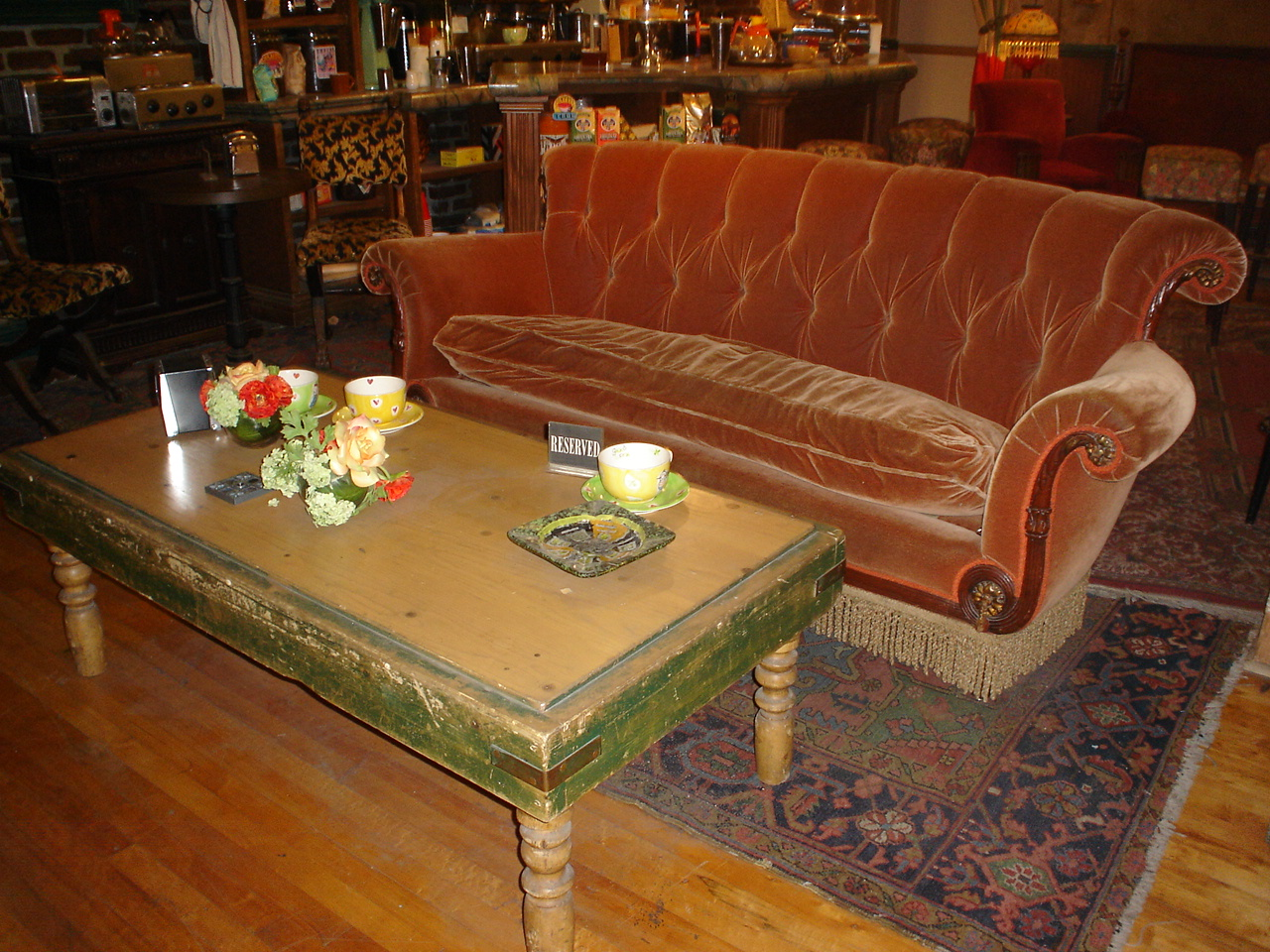
剧中中央公园咖啡馆

### 第五季
羅斯和艾米麗的婚礼在羅斯说错話后继续進行，但在招待会上艾米麗与羅斯大吵了一架。當大家回到纽约后，瑞秋告诉羅斯她仍爱着他。此时艾米麗也从英国打电话说如果羅斯还想復合就不能再见瑞秋；羅斯同意后，艾米麗更提出让他远离瑞秋的各種无理要求，羅斯雖不情願但都一一照做。最後，艾米麗與羅斯離婚了。
此时羅斯已搬離原來的公寓，他先和錢德與喬伊同住一段时间，直到在附近找到新住处。後來，羅斯因為上司吃了自己感恩节剩下的三明治大发雷霆，导致丢掉在博物馆的工作。
在第100集（本季第三集），菲比生下兩女一男三胞胎。懷孕期間對孩子日久生情的菲比试图留下一个孩子在身边，无奈法蘭克和愛麗斯一個也捨不得。在伦敦發生一夜情，錢德和莫妮卡開始深受對方吸引，决定背著朋友們展開地下戀情；當喬伊发现時被要求保密，接著瑞秋發現後询问莫妮卡卻遭到否认，於是在这之后她假装不知情。當菲比知道後，打算和瑞秋搞恶作剧，假装突然很喜欢錢德並開始挑逗他，錢德和莫妮卡察覺後也順水推舟，直到錢德終於受不了被迫承认自己爱上莫妮卡。等到最後羅斯發現，两人的恋情才算真正公之于众。瑞秋在勞夫羅倫求得一份工作。

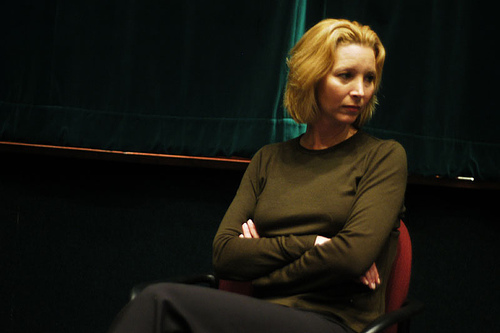
菲比·布菲扮演者丽莎·库卓

在该季最后，喬伊爭取到一部電影的男主角，但当他到拉斯维加斯时，电影因为资金问题被迫停止了。最后一集，錢德、莫妮卡和菲比来到拉斯维加斯看望喬伊（喬伊谎称自己在拍电影），他们在休息室发现了扮成罗马卫士陪人照相的喬伊。羅斯和瑞秋隨後也赶往拉斯维加斯。在飞机上，羅斯在瑞秋脸上画画，下了飞机后发现洗不掉，羅斯只好陪着不愿出酒店房門的瑞秋，后来两人都喝得酩酊大醉。
錢德和莫妮卡决定在拉斯维加斯的小教堂结婚，但兩人刚到就撞見羅斯和瑞秋，喝得爛醉的兩人刚刚也稀哩糊涂结了婚。

### 第六季
酒醒的羅斯與瑞秋想起自己莫名其妙结婚后，想去法院取消夫妻关系，但羅斯担心自己可能要离婚三次之多，所以谎称自己已经取消了。瑞秋发现后逼着羅斯去取消，但由于瑞秋在取消申请中写了关于羅斯的羞辱性話語，导致两人只能通过离婚解决问题。
羅斯在纽约大学得到教古生物学的教職。錢德和莫妮卡决定暂不结婚而先同居。錢德搬到莫妮卡住处，瑞秋則跟菲比住在一起。后来，一场起火事件讓瑞秋搬到莫妮卡住处，菲比以为自己引起了火灾，转而在条件较差的喬伊那裡住了下来。后来发现火灾其實是瑞秋的直髮器引起的，於是两人调换住处。瑞秋发现跟喬伊住更有趣的同时，菲比正因莫妮卡的洁癖而備受折磨。
在本季结尾，錢德决定向莫妮卡求婚。在求婚前一刻莫妮卡前男友李察出现在餐厅，錢德只好临时放弃。随后李察告訴莫妮卡自己仍爱着她，与此同时錢德为了给莫妮卡惊喜而假装对婚姻不感兴趣，使莫妮卡一度想回到李察身边。直到喬伊把真相告诉了她，錢德正式求婚时，莫妮卡和喬伊設計欺騙錢德說莫妮卡已經傷心離開，事實上莫妮卡已經計畫好反過來向錢德求婚。

### 第七季

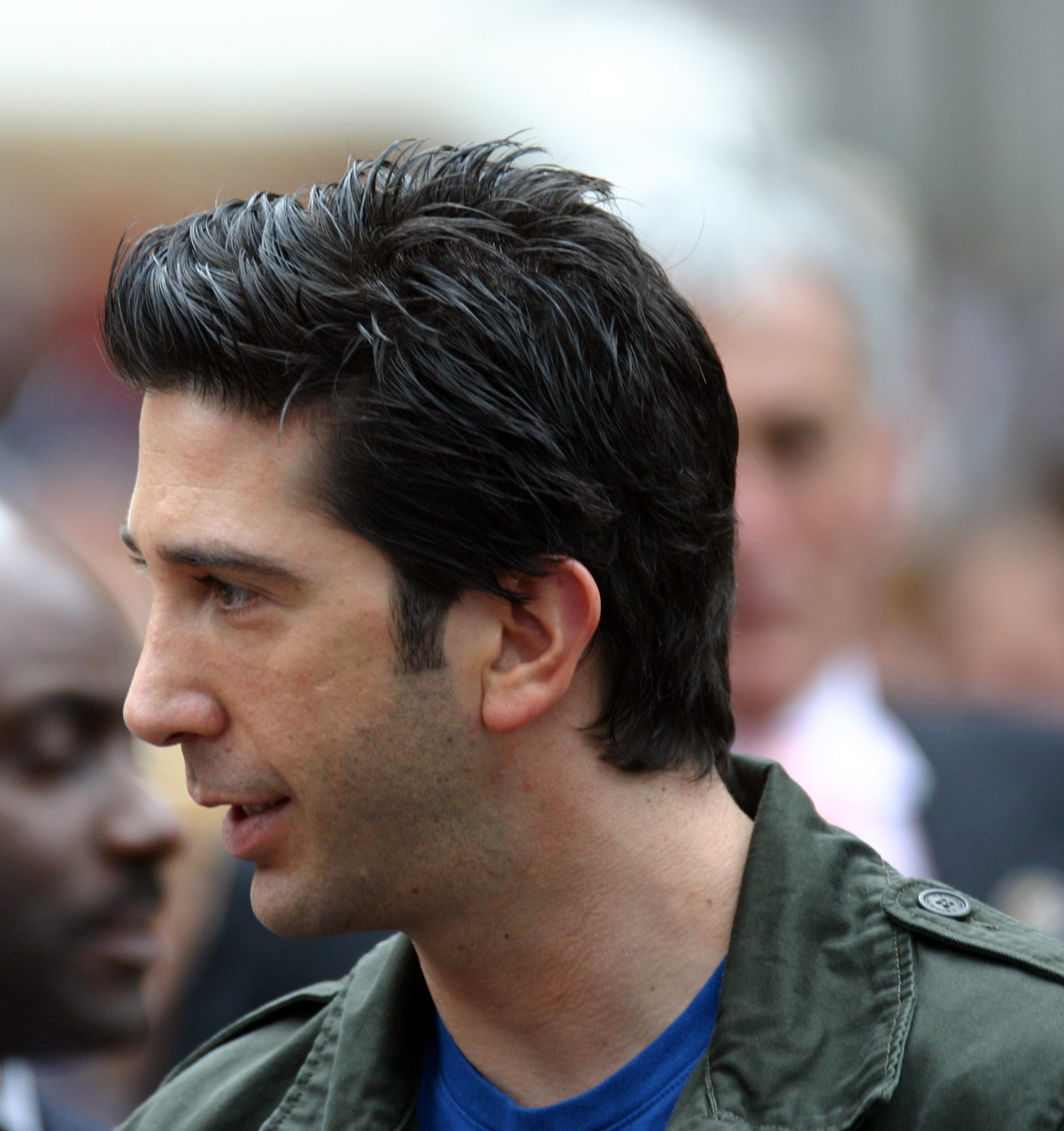
罗斯·盖勒扮演者大卫·史威默

菲比和瑞秋的公寓修复完毕後，菲比搬回公寓，瑞秋則继续和喬伊住在一起。喬伊重新在先前演出的肥皂劇《我們的生活》裡得到一个角色。
在最后一集，錢德和莫妮卡即將舉行婚礼，但在婚禮前一夜錢德突然临阵畏缩並躲了起来。他走了之后，菲比在卫生间找到一个顯示有孕的验孕棒，断定莫妮卡有了身孕。菲比和羅斯在办公室找到錢德并说服他回来，回来后他听到菲比与瑞秋在窃窃私语莫妮卡怀孕了！錢德和莫妮卡最终完婚，當莫妮卡说自己并未怀孕时，此處已經暗示怀孕的人是瑞秋。

### 第八季
瑞秋证实自己怀孕了，第二集中大家发现羅斯是孩子的父亲，兩人在錢德和莫妮卡婚礼的一个月前懷了孩子。瑞秋和喬伊继续住在一起，此时喬伊忽然对瑞秋产生了感觉。当羅斯觉得自己失去了很多當父亲的感觉时，喬伊只好建议瑞秋搬到羅斯那裡住。后来喬伊對瑞秋告白自己對她的感觉，但被瑞秋婉拒了。最后一集，瑞秋给自己的女儿取名叫艾瑪，尽管这个名字是莫妮卡从小就计划好准备用在自己孩子身上的。

### 第九季

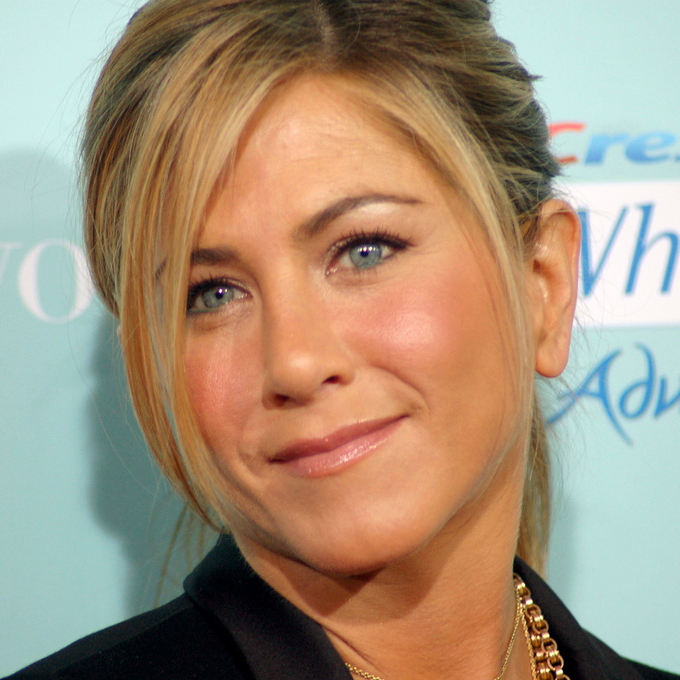
瑞秋·葛林扮演者詹妮弗·安妮斯顿

羅斯、瑞秋和女兒艾瑪住在一起，直到有天羅斯和瑞秋因為两人奇怪的关系争吵起来——雖人住在一起並有孩子，兩人却不是恋爱关系。于是瑞秋决定帶艾瑪搬回喬伊那裡。錢德的公司把他调职到俄克拉荷马州的塔尔萨，經過商量后他决定独自前往塔尔萨。在圣诞夜，一名女职员想在办公室与錢德调情，於是錢德辞职，随后投身广告界。
錢德和莫妮卡努力想懷上孩子卻屢試未果，来医院检查发现两人都有生理问题而無法有孩子，于是两人决定领养。菲比开始跟麥克约会，後來同居。麥克告诉菲比由于自己之前的失败婚姻而不打算再结婚，而菲比却想结婚，两人因此分手。本季末尾，瑞秋也对喬伊产生了感觉。
最后一集，一帮人决定去巴巴多斯岛，跟要到那裡演讲的羅斯一起度假。菲比带着新男友大衛（第一季中到明斯克工作的科学家），喬伊带着女友查莉（最初和羅斯约会，后来爱上喬伊）。莫妮卡得知大衛计划向菲比求婚，深知菲比仍爱着麥克的莫妮卡打电话给麥克让他赶快过来。麥克最初不想介入，后来还是来到巴巴多斯告诉菲比他仍爱着她并向她求婚。菲比拒绝了求婚，但答应与麥克維持关系，同时婉拒了大衛。
喬伊和查莉因為雙方没有共同点最终分手，很快喬伊得知瑞秋对自己有好感，起初他决定不做出任何行动；与此同时，查莉认定自己仍爱着羅斯。喬伊看到羅斯和查莉热吻，于是改变主意来到瑞秋房间和她亲吻起来，本季结束。

### 第十季

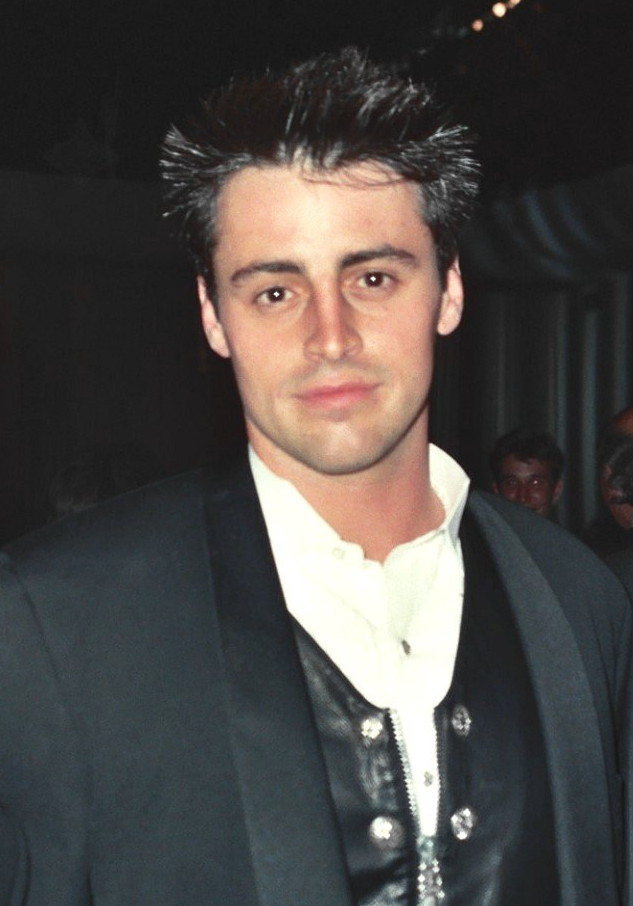
乔伊·崔比雅尼扮演者麦特·勒布郎

喬伊和瑞秋的恋情只维持三集，後來发现兩人之間更像纯洁友誼，根本不适应發展關係，于是决定繼續做朋友。麥克再次向菲比求婚，隨后两人举行了婚礼。
錢德和莫妮卡向艾莉卡申请领养她的孩子，并决定从现在的公寓搬到郊外去住。最后一集，艾莉卡生了一对龙凤胎。瑞秋到Gucci应聘工作，但勞夫羅倫的老板也在场，她因此丢掉了工作。当她离开公司时碰到了馬克（在第三季出现过），馬克介绍她新的工作，但地点在巴黎。朋友们为瑞秋举行告别派對，瑞秋伤感地轮流跟朋友们告别，唯獨跳過羅斯，羅斯因此很沮丧。後來瑞秋表明不向羅斯告别是因为他在自己心裡的位置更重要，两人随后睡在一起。菲比在報上得知喬伊的經紀人艾斯黛拉過世了。菲比為了安撫一直沒接到面試通知的喬伊，便冒充艾斯黛拉打電話給他，沒想到喬伊一怒之下把菲比假冒的艾斯黛拉開除了。直到喬伊聽到艾斯黛拉的另一個藝人艾爾·澤布克（一個喜歡吃紙的人）的電話留言才得知艾斯黛拉的死訊，並在隔天主持艾斯黛拉的告別式。
最后一集，羅斯意识到自己仍爱着瑞秋，於是赶到机场告诉她，但瑞秋婉拒了。羅斯失落地回到公寓，在接聽电话留言时得到飞机上瑞秋的留言，告诉羅斯她仍爱着他，决定要下飞机，此時留言被掐斷。正当羅斯焦急万分时，瑞秋出現在羅斯的住处，两人拥吻起來。最后一集结尾，所有人留下自己的钥匙离开錢德和莫妮卡的旧公寓，約好待會一起喝咖啡。临走时钱德挖苦地說：“上哪喝呢？”。

## 幕后
安妮斯顿在2008年做客《歐普拉·溫芙蕾秀》时，表示当年拍摄《老友记》堪称“灾难现场”：“除了每季为了保持悬念的最后几集，我们都需要和超过250个观众‘见面’，他们开始笑，这个劇本才能通過；他们不笑，导演就一直喊‘卡’。” 来自现场观众的压力，让《老友记》的编剧经常通宵趕剧本。编剧杰夫·阿斯托洛夫自称因为“無間斷熬夜”，在华纳兄弟影视基地“几乎看过每一次日出”。

## 影响
本劇在全世界受到欢迎，成为许多人学习英文、认识美国的途径。该剧是部份劇迷年輕時的回忆，而如今有些人已为人父母，其中一部分人的儿女也到了追美剧的年龄，呈现出两代人同看六人行的温馨场景。
2019年10月15日，安妮斯顿入驻Instagram，发布了一张她和《老友记》其他五位主演的合影，点赞数超过1600万，Instagram平台服务器一度因此瘫痪。这创造了“在社交媒体上最快获得100万粉丝”的吉尼斯世界纪录：5小时16分。

## 获奖情况

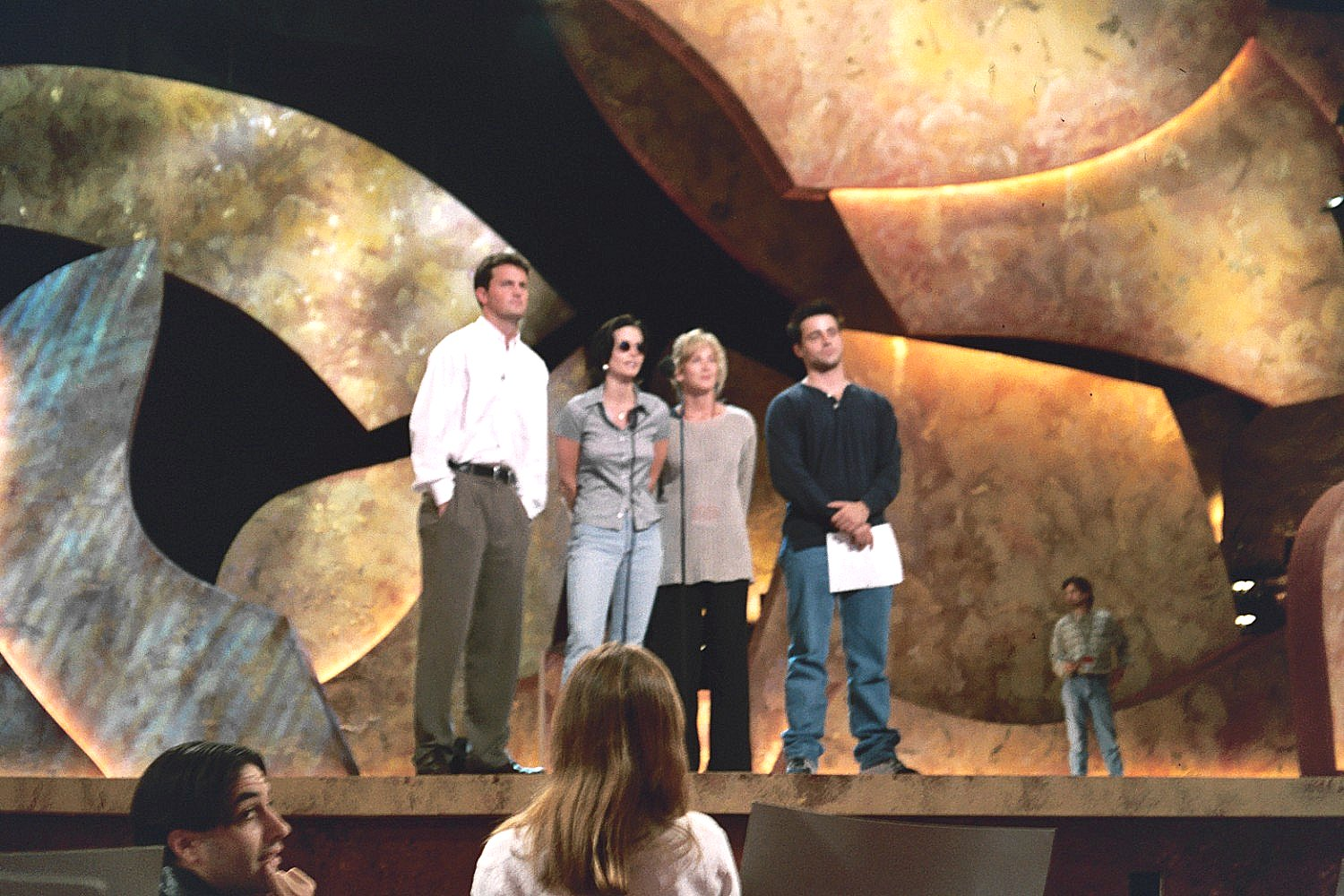
剧中三位演员在1995年的艾美奖上。

- 前期六位演員都一致商定好為配角，後期一同升為主角參選各種頒獎禮。
- 《老友記》連續5年獲得全美民選獎的最受歡迎喜劇
- 詹妮弗·安妮斯顿和莉莎·庫卓贏得過艾美獎，3位男演員都獲過艾美獎提名。

| 年度 | 大獎       | 獎項                             | 入圍者              | 結果 |
| ---- | ---------- | -------------------------------- | ------------------- | ---- |
| 1996 | 艾美獎     | 喜劇類最佳個人成就導演獎         | Michael Lembeck     | 獲獎 |
| 1996 | 演員工會獎 | 喜劇類最佳演員團體               |                     | 獲獎 |
| 1998 | 艾美獎     | 喜劇類最佳女配角                 | 莉莎·庫卓           | 獲獎 |
| 2000 | 艾美獎     | 喜劇類最佳客串男演員             | 布魯斯·威利         | 獲獎 |
| 2000 | 全美民選獎 | 最受歡迎電視類喜劇               |                     | 獲獎 |
| 2000 | 演員工會獎 | 喜劇類最佳女演員                 | 莉莎·庫卓           | 獲獎 |
| 2001 | 全美民選獎 | 最受歡迎電視類喜劇               |                     | 獲獎 |
| 2002 | 全美民選獎 | 最受歡迎電視類喜劇               |                     | 獲獎 |
| 2002 | 艾美獎     | 最佳喜劇類劇集；喜劇類最佳女主角 | 詹妮弗·安妮斯顿     | 獲獎 |
| 2003 | 艾美獎     | 喜劇類最佳客串女演員             | 克里斯蒂娜·艾伯蓋特 | 獲獎 |
| 2003 | 金球獎     | 喜劇類最佳女主角                 | 詹妮弗·安妮斯顿     | 獲獎 |
| 2003 | 全美民選獎 | 最受歡迎電視類喜劇               |                     | 獲獎 |
| 2004 | 全美民選獎 | 最受歡迎電視類喜劇               |                     | 獲獎 |

## 收視情況
| 播映季 | 首播           | 结局          | 年度      | 排名 | 平均收视人口 (单位：百万) |
| ------ | -------------- | ------------- | --------- | ---- | ------------------------- |
| 1      | 1994年9月22日  | 1995年5月18日 | 1994–1995 | #9   | 14.88                     |
| 2      | 1995年9月21日  | 1996年5月16日 | 1995–1996 | #3   | 17.93                     |
| 3      | 1996年9月19日  | 1997年5月15日 | 1996–1997 | #4   | 16.30                     |
| 4      | 1997年9月25日  | 1998年5月7日  | 1997–1998 | #4   | 15.78                     |
| 5      | 1998年9月24日  | 1999年5月20日 | 1998–1999 | #2   | 15.61                     |
| 6      | 1999年9月23日  | 2000年5月18日 | 1999–2000 | #5   | 20.95                     |
| 7      | 2000年10月12日 | 2001年5月17日 | 2000–2001 | #4   | 19.7                      |
| 8      | 2001年9月7日   | 2002年5月16日 | 2001–2002 | #1   | 24.5                      |
| 9      | 2002年9月26日  | 2003年5月15日 | 2002–2003 | #3   | 21.14                     |
| 10     | 2003年9月25日  | 2004年5月6日  | 2003–2004 | #5   | 20.84                     |

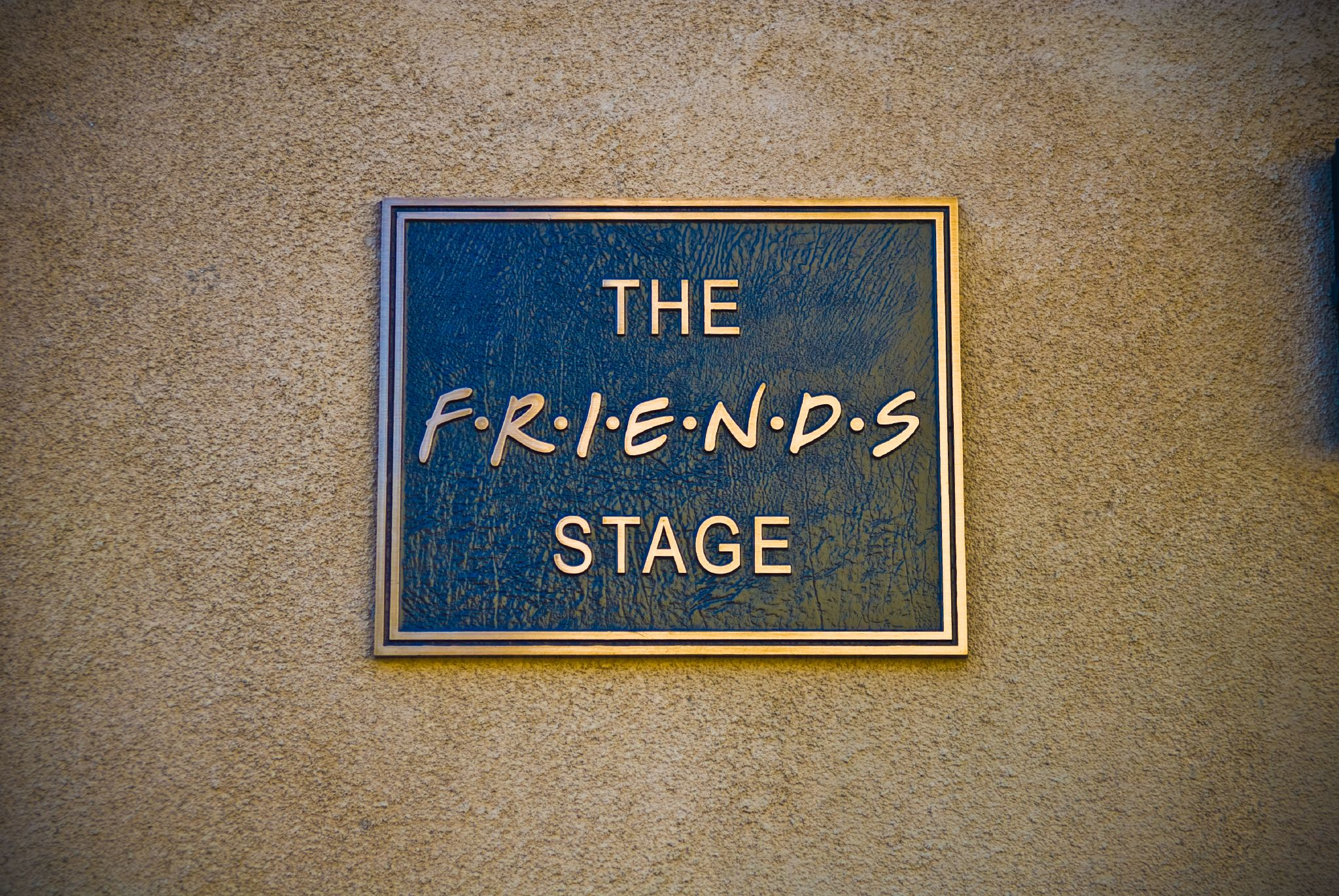
《老友记》拍摄场地标示

- 从第9季开始，《老友記》六位演員每一集的薪酬為每人100萬美元。第10季大結局首播的廣告費用，在美國是30秒200万美元，在加拿大是19万加元；播出5天後就推出了DVD版本。《老友記》三位女主角成为电视剧片酬最高的女演员。
- 《老友記》的大結局（60分鐘）是2004年美國國內收視率第二的電視節目（第一位是第三十八屆超級盃美式橄欖球賽），一共有5225万美國觀眾收看（最高估算量為5千6百萬）。
- 《老友記》收視最高的一集是1996年1月28日播放的第二季第十二、十三集（两集连播）“The One After the Superbowl”（因为是在当年的超级碗之后播出），當時吸引了5290万觀眾。
- 根據AC尼爾森收視率統計結果，《老友記》2001年在第八季取得收視率第一名。

## 節目的變遷
| 中国中國中央電視台電視劇頻道 - | 中国中國中央電視台電視劇頻道 - | 中国中國中央電視台電視劇頻道 - |
| ------------------------------ | ------------------------------ | ------------------------------ |
|                                | 老友記 （2004年 - ）           |                                |
| —                              | —                              |                                |

| 中国星空衛視 每周一至周五的23:00播放一集 | 中国星空衛視 每周一至周五的23:00播放一集 | 中国星空衛視 每周一至周五的23:00播放一集 |
| ---------------------------------------- | ---------------------------------------- | ---------------------------------------- |
|                                          | 老友記 （2006年 - ）                     |                                          |
| —                                        | —                                        |                                          |

| 香港無綫電視明珠台 | 香港無綫電視明珠台 | 香港無綫電視明珠台 |
| ------------------ | ------------------ | ------------------ |
|                    | 老友記 （ - ）     |                    |
| —                  | —                  |                    |

| 香港亞洲電視國際台 | 香港亞洲電視國際台 | 香港亞洲電視國際台 |
| ------------------ | ------------------ | ------------------ |
|                    | 老友記 （ - ）     |                    |
| —                  | —                  |                    |

| 香港ViuTVsix 周六至周日23:00播放兩集 | 香港ViuTVsix 周六至周日23:00播放兩集 | 香港ViuTVsix 周六至周日23:00播放兩集 |
| ------------------------------------ | ------------------------------------ | ------------------------------------ |
|                                      | 老友記 （ - ）                       |                                      |
| —                                    | —                                    |                                      |

| 臺灣傳訊電視大地頻道 每日21:00 | 臺灣傳訊電視大地頻道 每日21:00 | 臺灣傳訊電視大地頻道 每日21:00 |
| ------------------------------ | ------------------------------ | ------------------------------ |
|                                | 六人行 （1998年3月2日 - ）     |                                |
| —                              | —                              |                                |